# Phymatidium hysteranthum
Phymatidium hysteranthum là một loài thực vật có hoa trong họ Lan. Loài này được Barb.Rodr. miêu tả khoa học đầu tiên năm 1882.

## Hình ảnh

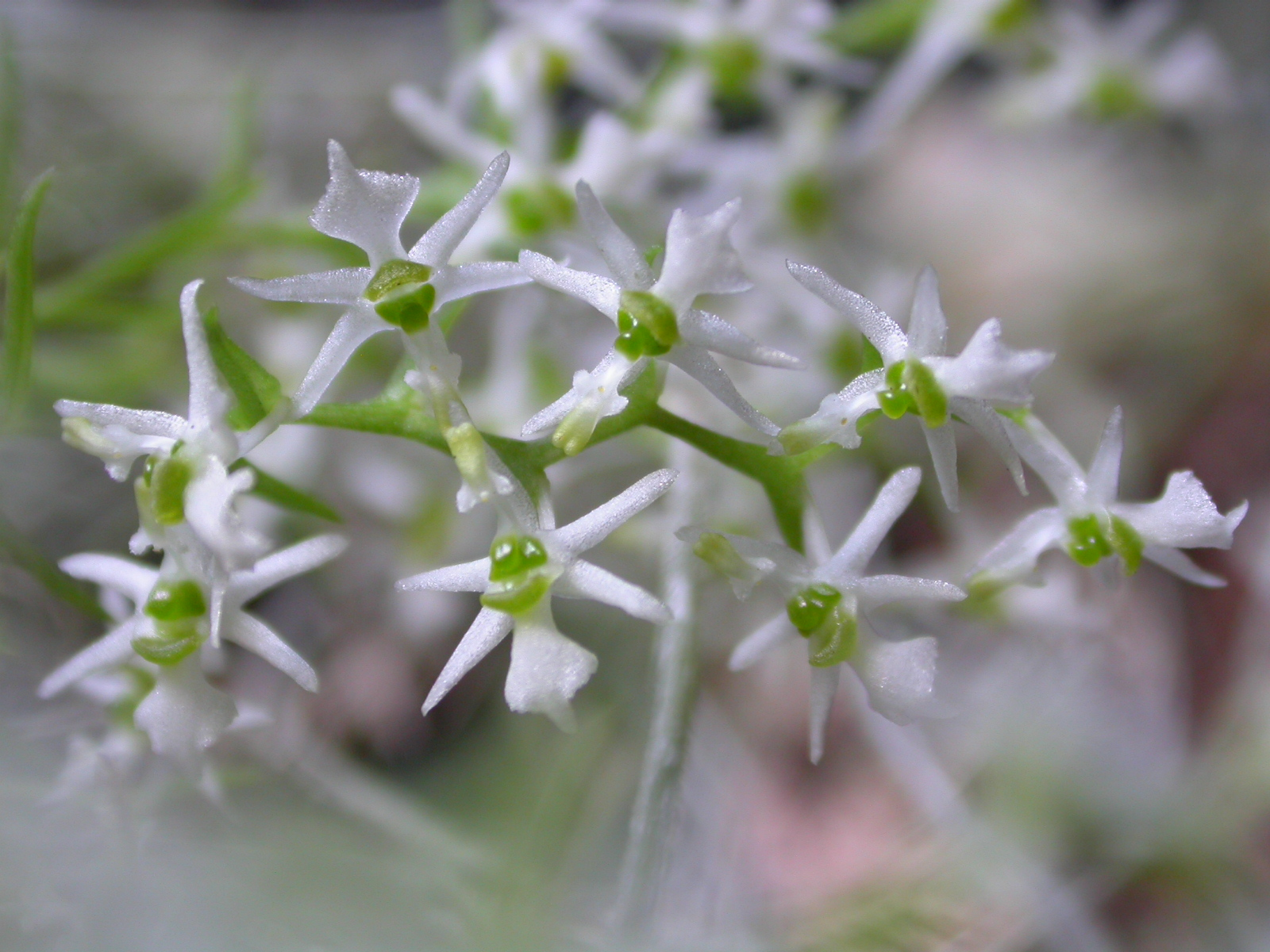